# Предайна
Предайна́ (словац. Predajná) — село в окрузі Брезно Банськобистрицького краю Словаччини. Станом на грудень 2015 року в ньому проживало 1349 мешканців. Протікає Ясенський потік.

## Населення
| Рік:            | 1994. | 2004.   | 2014.   | 2024.   |
| --------------- | ----- | ------- | ------- | ------- |
| Кількість осіб: | 1272  | 1384    | 1338    | 1265    |
| Різниця:        |       | +8,80 % | -3,32 % | -5,45 % |

| Рік:            | 2023. | 2024.   |
| --------------- | ----- | ------- |
| Кількість осіб: | 1291  | 1265    |
| Різниця:        |       | -2,01 % |